# Filip (fill d'Antígon)
Filip (en llatí Philippus, en grec antic Φίλιππος), fou un general macedoni, fill d'Antígon el Borni.
Antígon el va enviar al front d'un exèrcit, l'any 310 aC, per fer front a la revolta del general Fènix de Ténedos i recuperar les ciutats de l'Hel·lespont de les que el general rebel s'havia fet amo temporalment, segons diu Diodor de Sicília. Va morir l'any 306 aC, just en el moment que Antígon es preparava per envair Egipte.
Diodor menciona també amb el nom de Fènix un fill d'Antígon que va morir el 306 aC, però se sap que Antígon només tenia dos fills, Demetri Poliorcetes i Filip. La mort de Demetri està ben documentada, i el fill que va morir el 306 aC ha de ser aquest Filip i no pas un Fènix.